# منتزه جينغشان
منتزه جينغشان (بالصينية: 景山公园) هي حديقة إمبريالية تبلغ 23 هكتارا (57 فدانا) وتقع مباشرة شمال المدينة المحرمة في منطقة إمبيريال سيتي في العاصمة الصينية بكين. ويعد التل الاصطناعي جينغشان والمعروف حرفيا باسم «بروسبكت هيل» نقطة محورية للمنتزه. كان المنتزه في السابق حديقة إمبراطورية خاصة ملحقة بأراضي المدينة المحرمة قبل أن يتم فتحها للعموم في عام 1928. وقد تأسست الحديقة رسميا في عام 1949. وقد تم إدراجها كمنتزه رئيسي محمي في الصين، وتتبع إدارياً أجزاء من منطقتي شيتشنغ ودونغتشنغ في وسط مدينة بكين.

## تاريخ

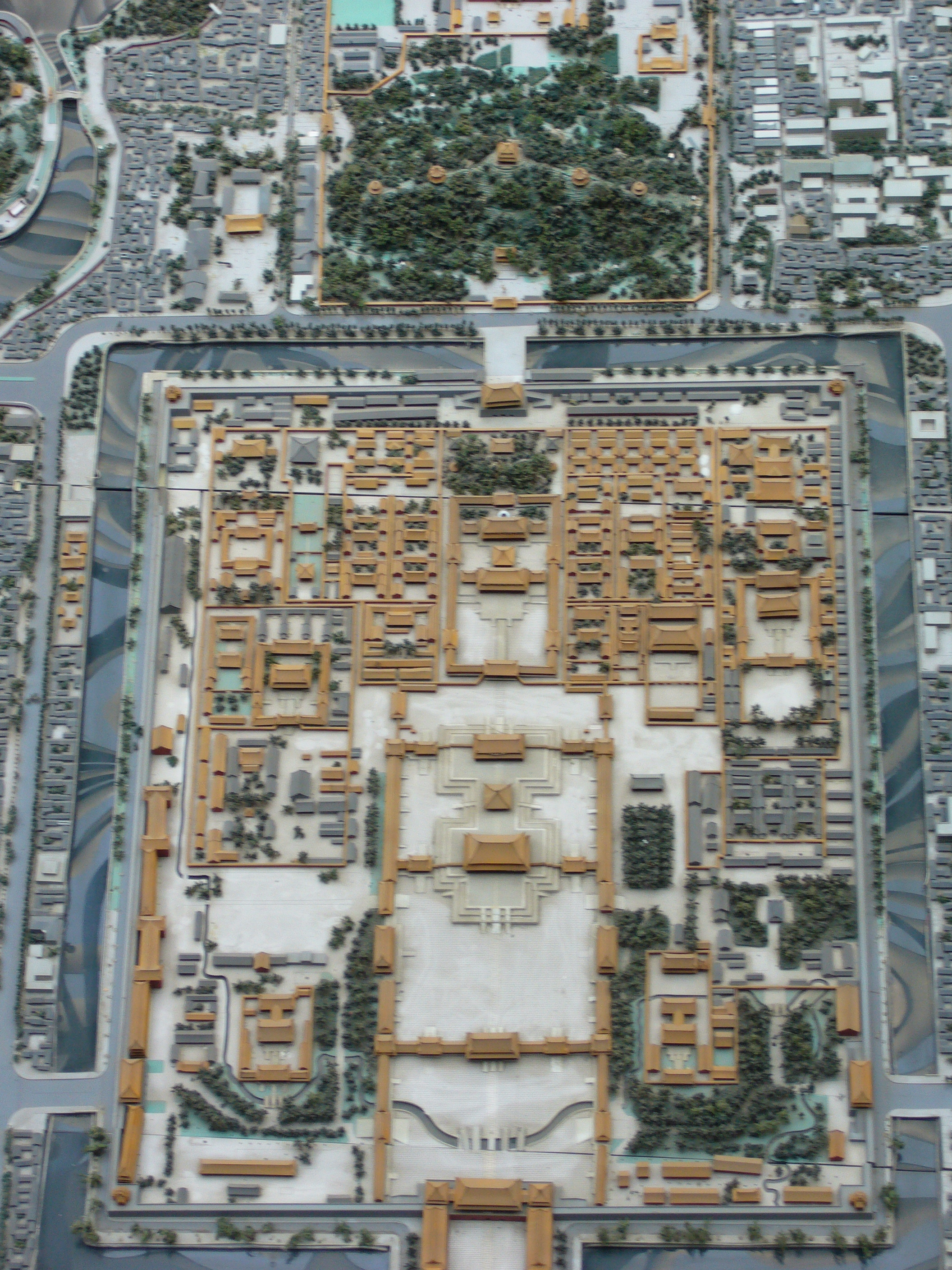
نموذج يبين منتزه جينغشان شمال المدينة المحرمة.

يرجع تاريخ جينغشان إلى سلالتي لياو وجين منذ ما يقرب من ألف عام. وإبان عصر الإمبراطور يونغلي التابع لسلالة مينغ الحاكمة تم تشييد التلة الاصطناعية البالغ ارتفاعها 45.7 متر (150 قدمًا) بالكامل من التربة التي تم حفرها في تشكيل خنادق القصر الإمبراطوري والقنوات المجاورة. وقد تم نقل المواد عن طريق اليد العاملة والقوة الحيوانية فقط. ويتكون منتزه جينغشان من خمس قمم فردية، على كل قمة من القمم جناح مفصل. تم استخدام هذه الأجنحة من قبل المسؤولين لأغراض التجمع والترفيه. كما تعد هذه القمم الخمس أيضًا المحور التاريخي التقريبي لوسط بكين.
وقد أطرت فلسفة فينج شوي منذ زمن طويل على المدافن والمساكن الواقعة جنوب التلة القريبة، حيث تعمل على توجيه كل من سكون الرياح (يين) والرياح الشمالية الباردة. يعرف المنتزه بالنسبة للسكان المحليين جيدا باسم غول هيل بسبب شائعة قديمة تقول أن الأباطرة احتفظوا بمخبأ خفي في الحديقة.
تعرف الحديقة تاريخيا بقصة انتحار الإمبراطور تشونغ تشن، آخر حاكم من سلالة مينغ، بعد شنق نفسه في شجرة في منتزه جينغشان عام 1644 بعد سقوط بكين في يد قوات لي تسيتشينغ المتمردة.

## الممرات
يحتوي المنتزه على أربعة مداخل، واحدة في كل اتجاه رئيسي، ولكن ثلاثة مداخل منها فقط مفتوحة للجمهور حاليًا.
ويقع المدخل الجنوبي عبر شارع جينغشان فرونت من المدينة المحرمة ويمكن الوصول إليه عن طريق خطوط حافلات بكين 101 و 103 و 109 و 124 و 202 و 211 و 609 و 685. فيما يقع المدخل الغربي على شارع جينغشان ويست وعلى بعد مسافة قصيرة سيرًا على الأقدام من شارع دوشان. من البوابة الشرقية لمتنزه بيهاي يمكن الوصول إليها عبر خطي الحافلات رقم 5 و 609. تتوقف خطوط الترام في بكين 111 و 124 عند المدخل الشرقي. فيما يبقى المدخل الشمالي مغلقا حاليا للجمهور. يقع عند تقاطع T بين شارع جينغشان باك وشارع ديانمين إينر ويمكن الوصول إليه عن طريق خطوط الحافلات 5 و 111 و 124 و 609.

## معرض الصور
| - منظر طبيعي من الجزء العلوي لمنتزه جينغشان - طريق عبر الحديقة - أقراص حجرية في جينغشان - جناح من ثلاثة طوابق على قمة أحد القمم في جينغشان |